# 王登峰
王登峰（1965年—），山东安丘人，中华人民共和国政治人物、北京大学教授兼博士生导师，曾任教育部体育卫生与艺术教育司司长、中国足球协会副主席。
2023年3月31日，王登峰因严重职务违法并涉嫌贪污、受贿犯罪，被中共中央纪委国家监委开除党籍和开除公职。

## 生平
1965年，王登峰出生在山东省安丘县（今安丘市）。1981年，王登峰考入北京大学心理学系，先后取得心理学学士学位、硕士学位、博士学位，1988年10月至次年10月在美国加州大学圣迭戈分校心理学系进修。
1990年8月，王登峰成为北京大学心理学系讲师、学生工作组组长、系主任助理，还曾短暂在菲律宾阿托内欧大学讲学。1992年9月升任北京大学心理学系副教授、系副主任。1994年7月出任北京大学团委书记。1995年8月晋升教授。1996年12月升任北京大学党委常委、校团委书记。次年7月出任北京大学党委常委、学生工作部部长。1998年5月成为北京大学心理学博士生导师。1999年2月升任北京大学党委副书记，2003年11月起兼任新成立的北京大学人格与社会心理学研究中心主任，主张心理学研究中国化。
2004年2月至2006年1月，王登峰挂职中共吉安市委副书记。2006年4月，调任国家语言文字工作委员会副主任、教育部语言文字应用管理司司长、北京大学—香港青年协会青少年发展研究中心联合主席。2011年11月出任教育部体育卫生与艺术教育司司长。2021年12月，出任全国应用心理专业学位研究生教育指导委员会主任委员。
2014年1月，王登峰出任第十届中国足球协会副主席，2015年出任全国青少年校园足球工作领导小组办公室主任，2022年6月1日，出任中国青少年足球联赛赛事办公室副主任。主管中国足协青少年足球工作期间，王登峰倡导建设校园足球特色学校，开展足球操运动。
2020年，王登峰出任教育部应对新冠肺炎疫情工作领导小组办公室主任。
2022年8月，王登峰涉嫌严重违纪违法接受中央纪委国家监委驻教育部纪检监察组纪律审查和山东省监察委员会监察调查。
2023年2月16日，山东省人民检察院依法以涉嫌贪污罪、受贿罪对王登峰决定逮捕并进行起诉。3月31日，中共中央纪委国家监委宣布给予王登峰开除党籍和开除公职处分。中央纪委国家监委驻教育部纪检监察组和山东省纪委监委在通报中称他违规将社会人员借调到教育部体育卫生与艺术教育司工作，利用职务便利侵占公共财务，为他人在项目承揽、赛事承办等方面谋取利益，并非法收受财物。
2023年7月14日，山东省德州市中级人民法院一审公开开庭审理王登峰贪污、受贿案。德州市人民检察院指控，王登峰利用职务便利，单独或伙同他人，采取侵吞、骗取等手段，非法占有公共财物共计4670.13万余元，其中180.49万余元未遂；为他人在项目承揽、赛事承办等方面谋取利益，单独或伙同他人收受相关单位或个人给予的财物，共计折合966.469万元。
2024年3月18日，山东省德州市中级人民法院一审公开宣判教育部体育卫生与艺术教育司原司长王登峰贪污、受贿案，以贪污罪判处其有期徒刑十四年，并处罚金人民币四百万元，以受贿罪判处其有期徒刑十一年，并处罚金人民币一百万元，决定执行有期徒刑十七年，并处罚金人民币五百万元。